# Italiaanse Zeedijk
De Italiaanse Zeedijk is een straat in de binnenstad van de Noord-Hollandse stad Hoorn. De straat loopt van driesprong met de Vijzelstraat en de Paardensteeg naar het Hoofd. De Italiaanse Zeedijk heeft lange tijd bekendgestaan als een van de meest vervallen straten in Hoorn. Nadat de gemeente Hoorn in de jaren 50 van de twintigste eeuw de straat is gaan saneren, wordt een groot deel van de straat gekenmerkt door nieuwbouw. Net als bij het Venidse is de naam van deze straat een verwijzing naar de handel met Italië.

## Geschiedenis

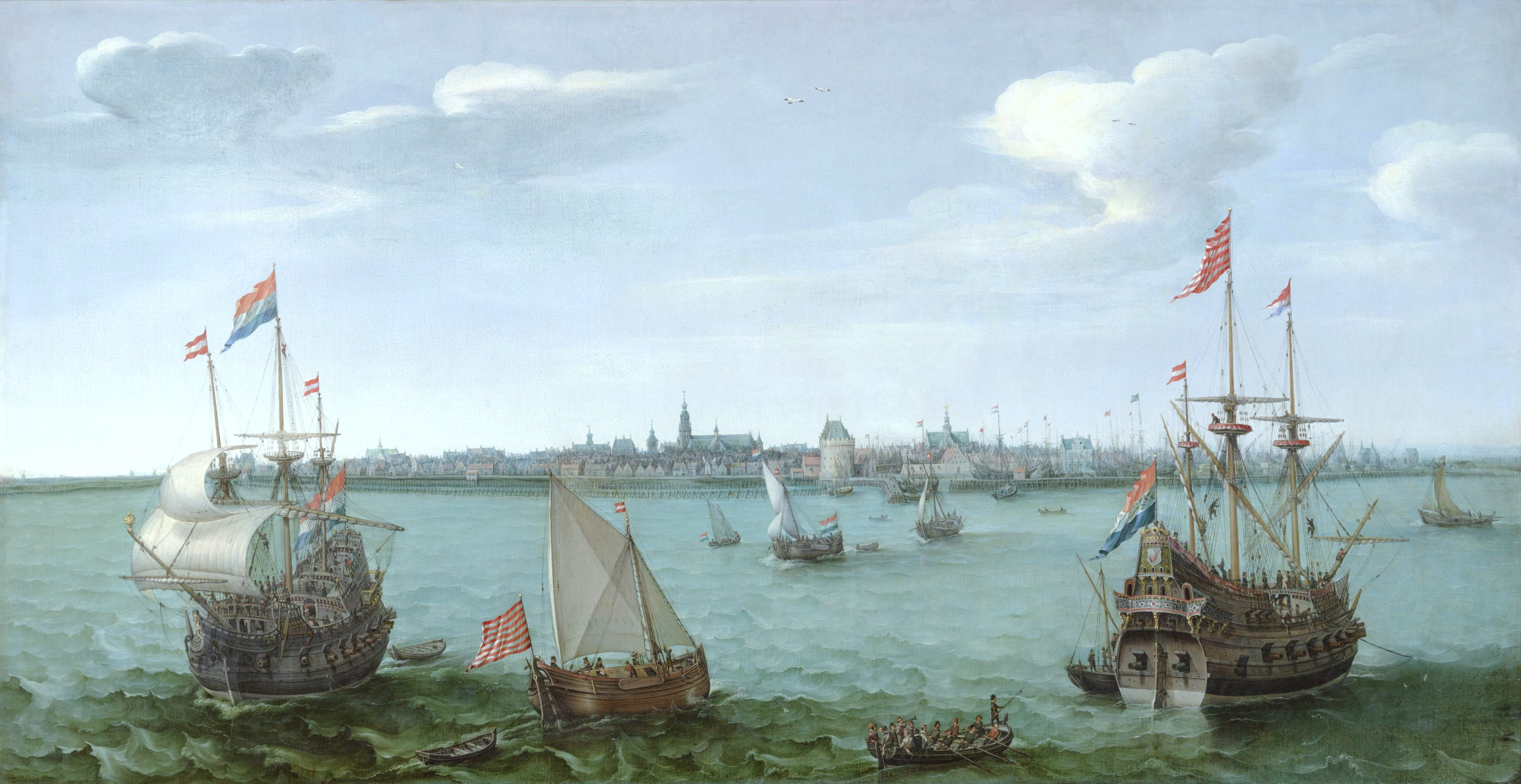
Gezicht op Hoorn door Hendrik Cornelisz. Vroom met daarop ook de Italiaanse Zeedijk.

Een eerste vermelding van wat nu de Italiaanse Zeedijk heet, was in 1508 door de kroniekschrijver Velius. Het gaat dan nog wel om een zeedijk, waarschijnlijk was deze dijk nog niet bebouwd. In 1560 tekent Jacob van Deventer de zeedijk nog zonder bebouwing, maar wel met een weg die van de Vijzelstraat naar de Hoofdtoren loopt. Op latere kaarten, waaronder een kaart van Joan Blaeu uit 1649, is de noordelijke zijde volledig bebouwd en de zuidelijke zijde bestaat uit een brede strook land. Deze situatie werd in 1622 door Hendrick Cornelisz. Vroom op het schilderij Gezicht op Hoorn vastgelegd. Tussen 1648 en 1651 wordt de zuidelijke zijde bebouwd. Het stadsbestuur heeft bij het verdelen van de kavels middels een bouwvoorschrift bepaald dat alle woningen voor de begane grond een minimale hoogte van 22 voet kregen. Doordat de haven verzandt wordt de strook land aan het zuiden van de dijk groter en de stad Hoorn besluit om ook daar kavels te verkopen. Het verzanden blijft doorgaan waardoor de straat Achter op 't Zand, dan nog zonder naam, ontstaat. De Italiaanse Zeedijk zelf is opgehoogd en verbreed middels specie, zand en ballast uit onder andere de Wester-Haven (de huidige Grashaven).
Rond 1650 ontstaat ook de huidige naam van de straat. De naam komt voort uit de handel die de bewoners dreven met Italië en de Levant. De rijkere bewoners bleven tot aan het einde van de 18e eeuw aan de straat wonen. In 1780 werd er een synagoge nabij het einde van de straat gebouwd. 

### Verval
Tijdens de Franse-Bataafse tijd raakt de straat in verval. Dit verval blijft tot aan de jaren 70 duren. Er komen gaten in de gevelwand door afbraak van onder meer krotten en ook de aanwezige bedrijven trekken naar andere gebieden. Gedurende de Tweede Wereldoorlog raakten enkele panden ernstig beschadigd en stortten zelfs in. Ook elders in Hoorn is dat gebeurd. De panden in andere straten, waaronder de Merensstraat en de Drieboomlaan in Hoorn-Noord, werden kort na de oorlog herbouwd, maar de panden aan de Italiaanse Zeedijk moesten nog jaren wachten. In de jaren vijftig van de twintigste eeuw werden meerdere panden onbewoonbaar verklaard. In de jaren 70 start de gemeente met rehabilitatie van het gebied. Meerdere bouwvallige panden zijn gesloopt en door nieuwbouw vervangen. Tussen de Paardensteeg en Pompsteeg zijn vrijwel geen originele panden meer over, de meeste monumenten bevinden zich dan ook tussen de Pompsteeg en het Hoofd.

## Bijzondere gebouwen
Aan de straat bevonden zich meerdere bijzondere gebouwen. De synagoge is in 1955 afgebroken, maar het voormalige speelgoedmuseum staat er nog. Aan het einde van de straat staat de Hoofdtoren.
Bij een groot deel van de panden is vastgesteld dat zij een andere gevel hadden, omdat bij vrijwel alle panden nog de originele puibalk bewaard is gebleven. De meest originele gevel is die van het huis op nummer 58, dat nog een trapgevel heeft. Zeer waarschijnlijk hadden de gelijkende panden 56, 54 en 52 ook een trapgevel.

### Synagoge en appartementencomplex
Tussen 1780 en 1955 stond aan de Italiaanse Zeedijk de Hoornse synagoge, die werd gesloopt wegens bouwvalligheid en het gebrek aan joodse inwoners die ernaartoe gingen.
Sinds 1979 staat er op deze plek een appartementengebouw. Het complex heeft drie topgevels, in de middelste is een herdenkingssteen aangebracht. Op de steen staat in het Nederlands en Hebreeuws de tekst: Deze steen weent van uit de muur.

## Speelgoedmuseum
Het voormalige speelgoedmuseum De Kijkdoos was gevestigd aan de Italiaanse Zeedijk 106, in een voormalige 17e-eeuwse woning. Dat pand is een rijksmonument en in eigendom van Vereniging Hendrick de Keyser. De originele indeling en een deel van het vaste meubilair is nog aanwezig, waaronder een bedstede, een spiltrap met geboorde spil en aan de achterzijde de opkamer en hangkamer in het voorhuis.

## Verloop
De Italiaanse Zeedijk begint bij de driesprong met de Vijzelstraat en de Paardensteeg. Het einde van de straat ligt bij de splitsing met het Hoofd. De noordzijde heeft de panden met oneven nummers en de zuidzijde de even nummers. Onderweg kruist de Italiaanse Zeedijk met de volgende stegen:
1. Bottersteeg
2. Jan Haringsteeg
3. Pompsteeg
4. Foreestensteeg
5. Melknapsteeg
6. Brouwerijsteeg

Op de Pompsteeg en Melknapsteeg na vormt de Italiaanse Zeedijk een splitsing met de stegen. De Jan Haringsteeg is de enige steeg die volledig naar het zuiden loopt. De Pompsteeg en Melknapsteeg kruizen met de Italiaanse Zeedijk en lopen daardoor van noord naar zuid.

## Monumenten
Aan de straat bevinden zich meerdere rijksmonumenten, het merendeel bevindt zich aan de zuidelijke zijde. De straat kent geen gemeentelijke monumenten, wel beeldbepalende panden, maar deze zijn niet in dit overzicht meegenomen:
Even nummers:

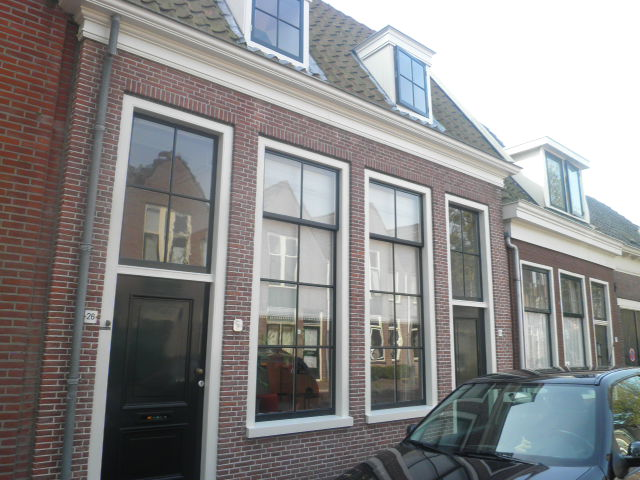
Italiaanse Zeedijk 24
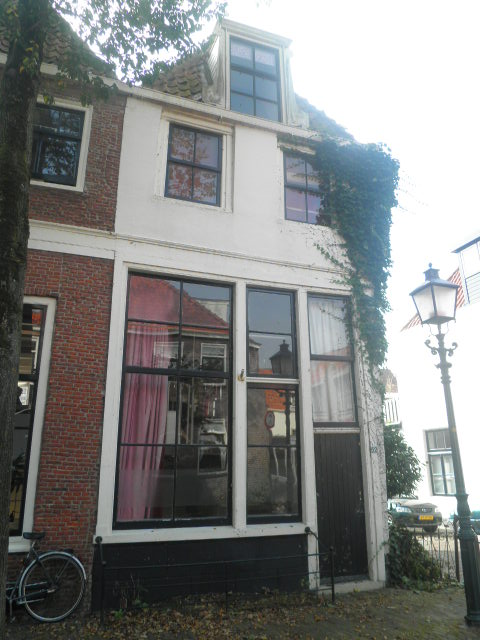
Italiaanse Zeedijk 52
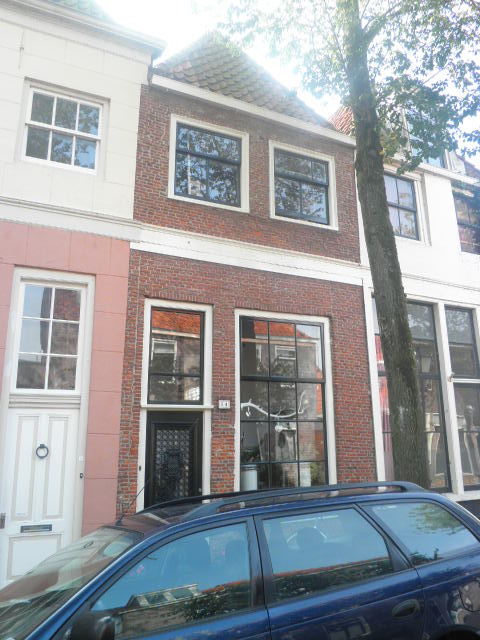
Italiaanse Zeedijk 54
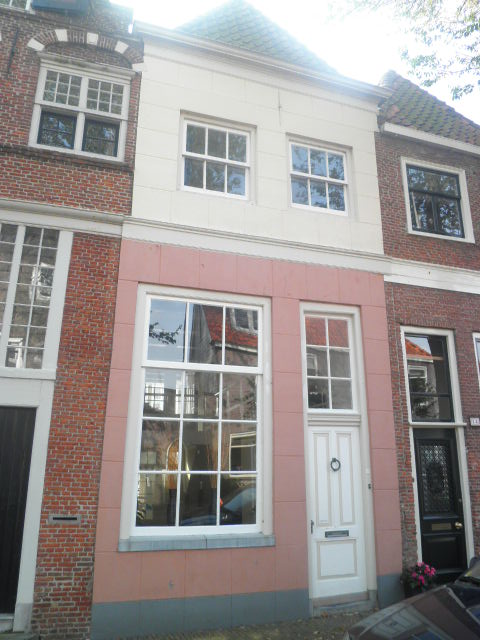
Italiaanse Zeedijk 56
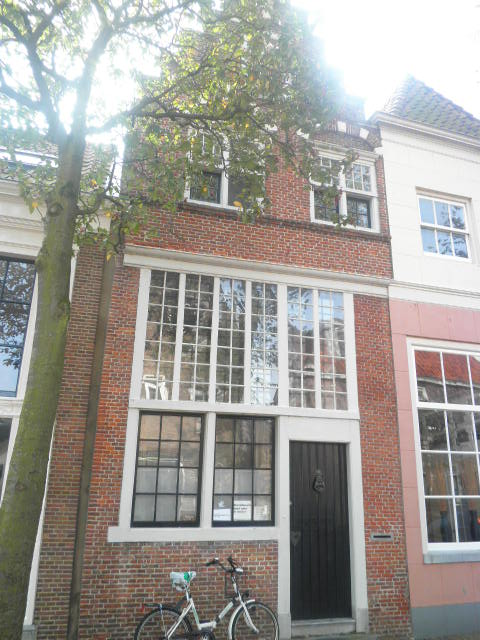
Italiaanse Zeedijk 58, voormalig vissersgildehuis
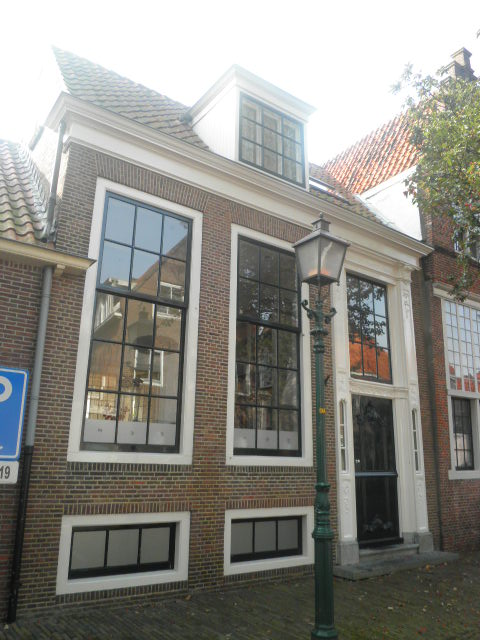
Italiaanse Zeedijk 60
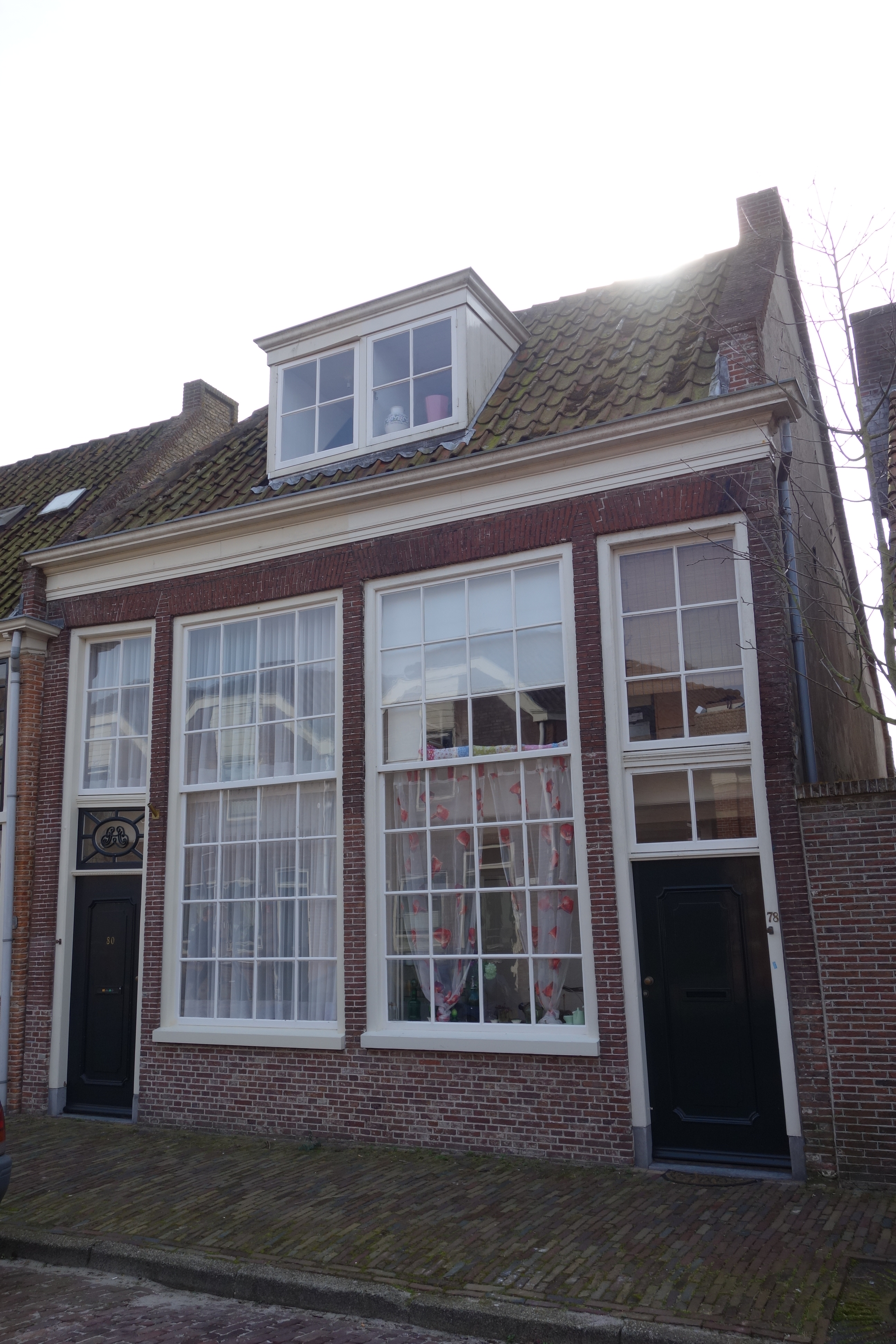
Italiaanse Zeedijk 78 en 80
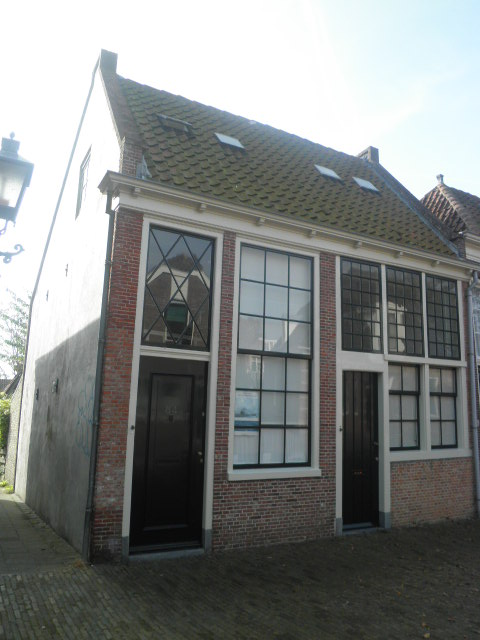
Italiaanse Zeedijk 82 en 84
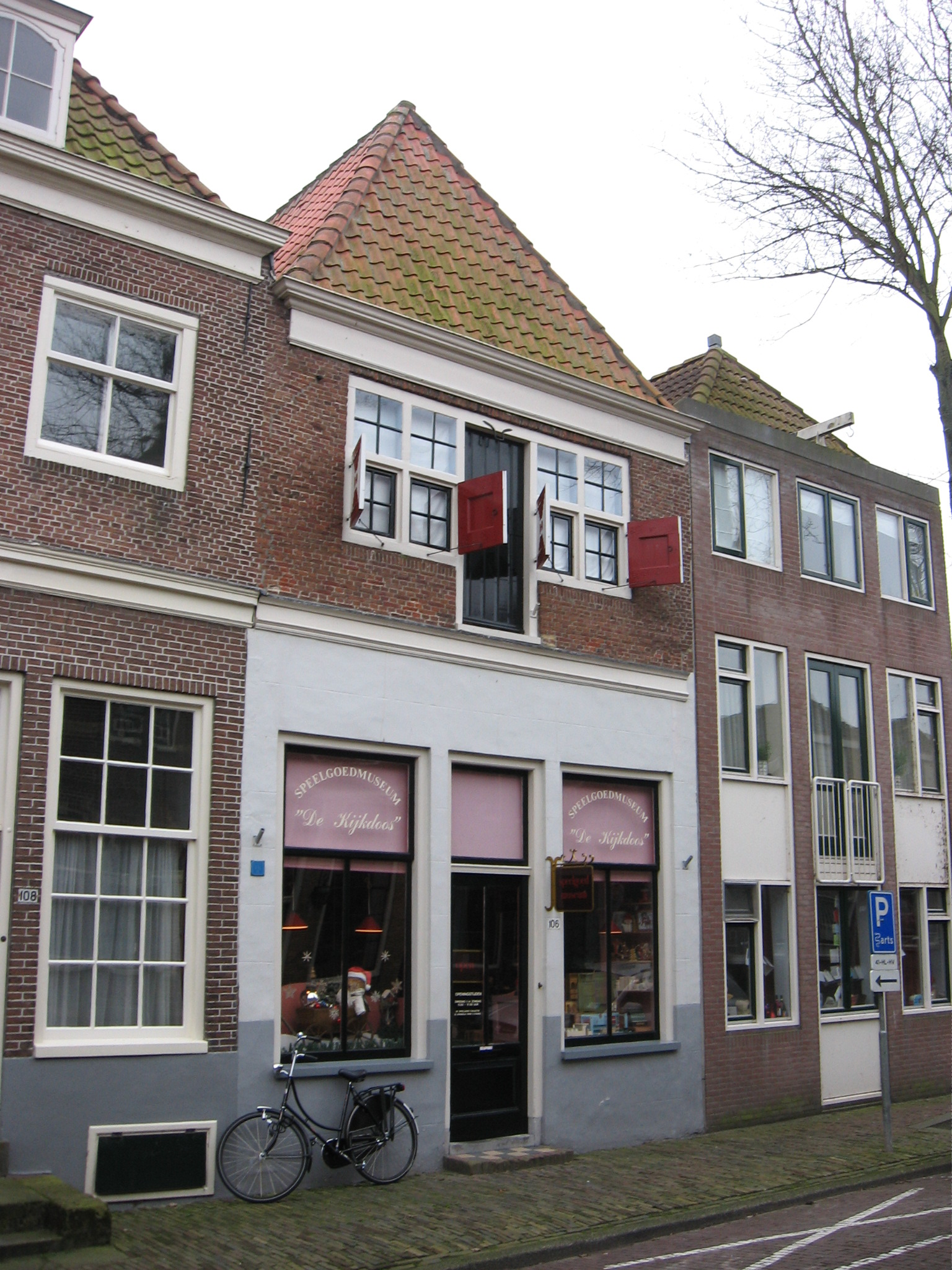
Italiaanse Zeedijk 106
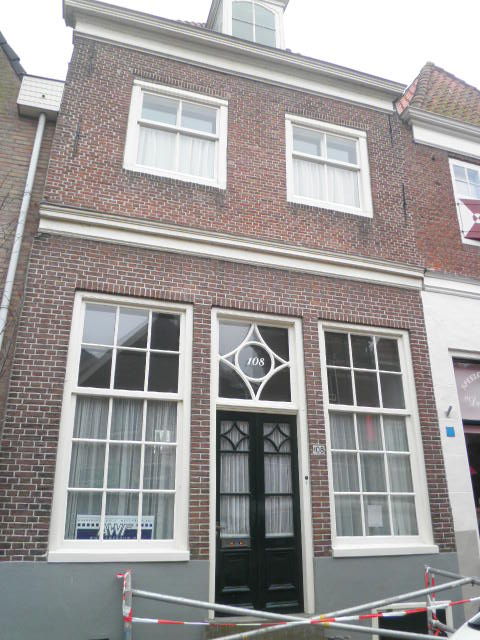
Italiaanse Zeedijk 108

Oneven nummers:

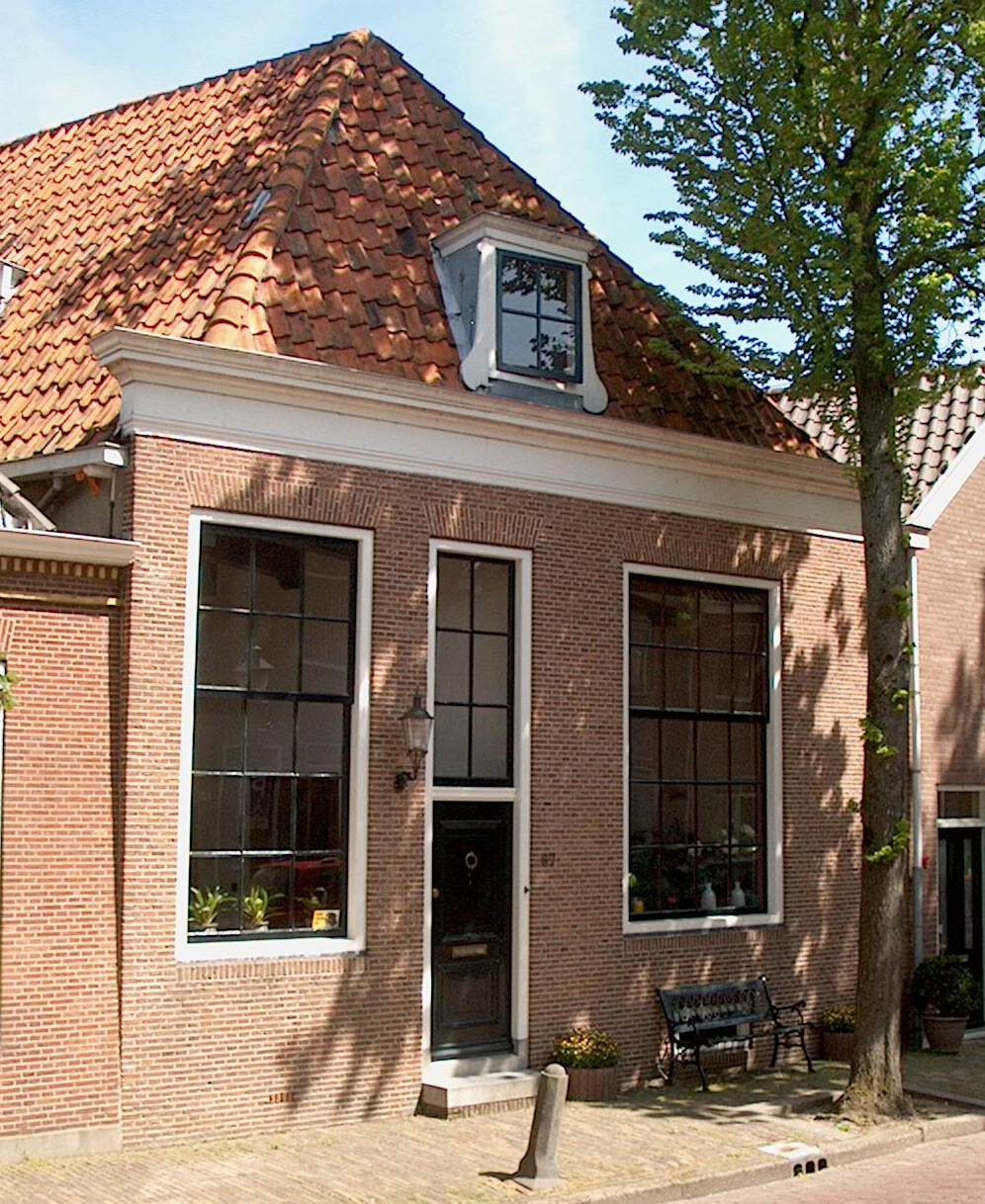
Italiaanse Zeedijk 67
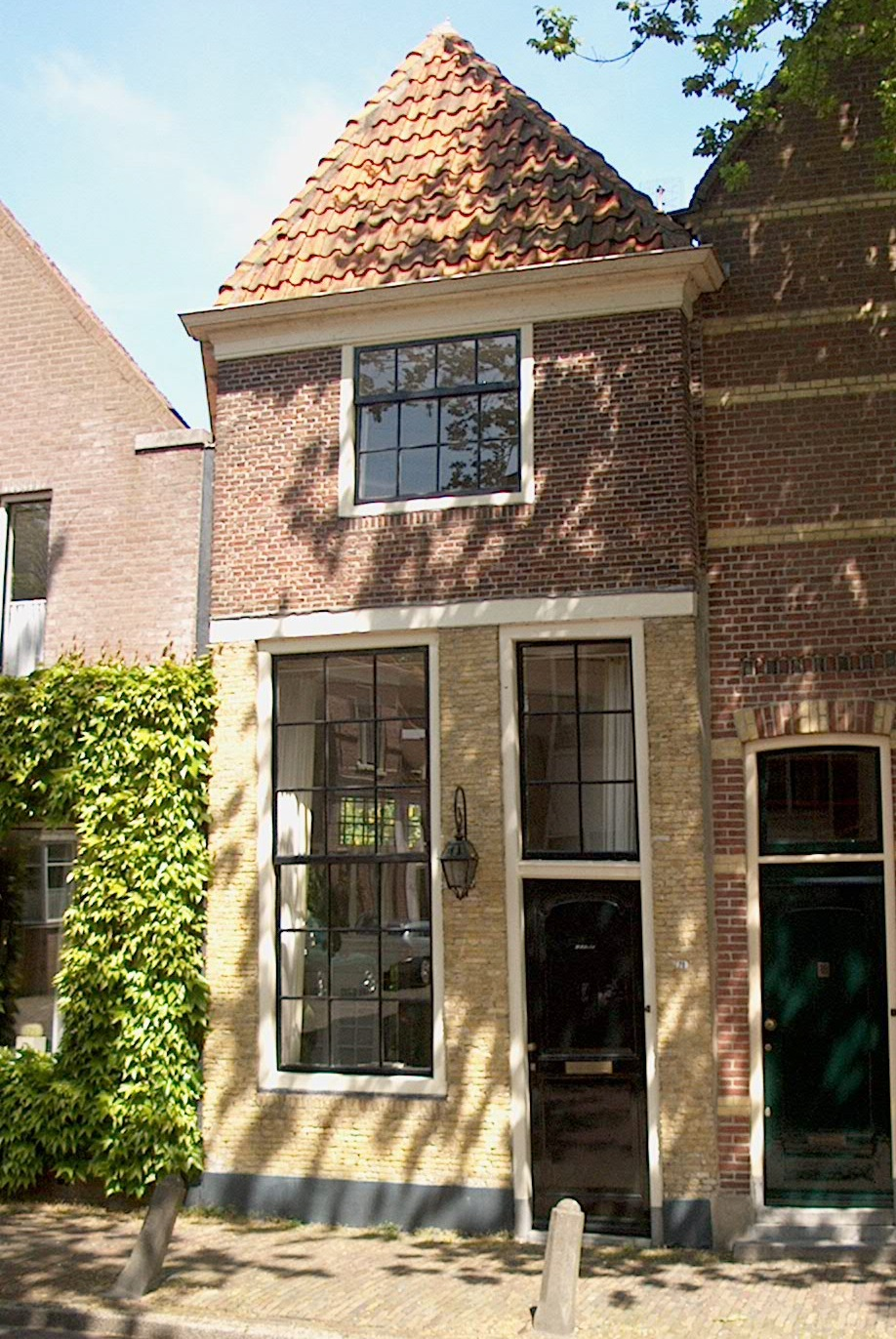
Italiaanse Zeedijk 79

### Stolpersteine
Ter hoogte van nummer 46 is een stolpersteine geplaatst, ter herinnering aan de gedeporteerde en omgebrachte leden van de familie Polak.

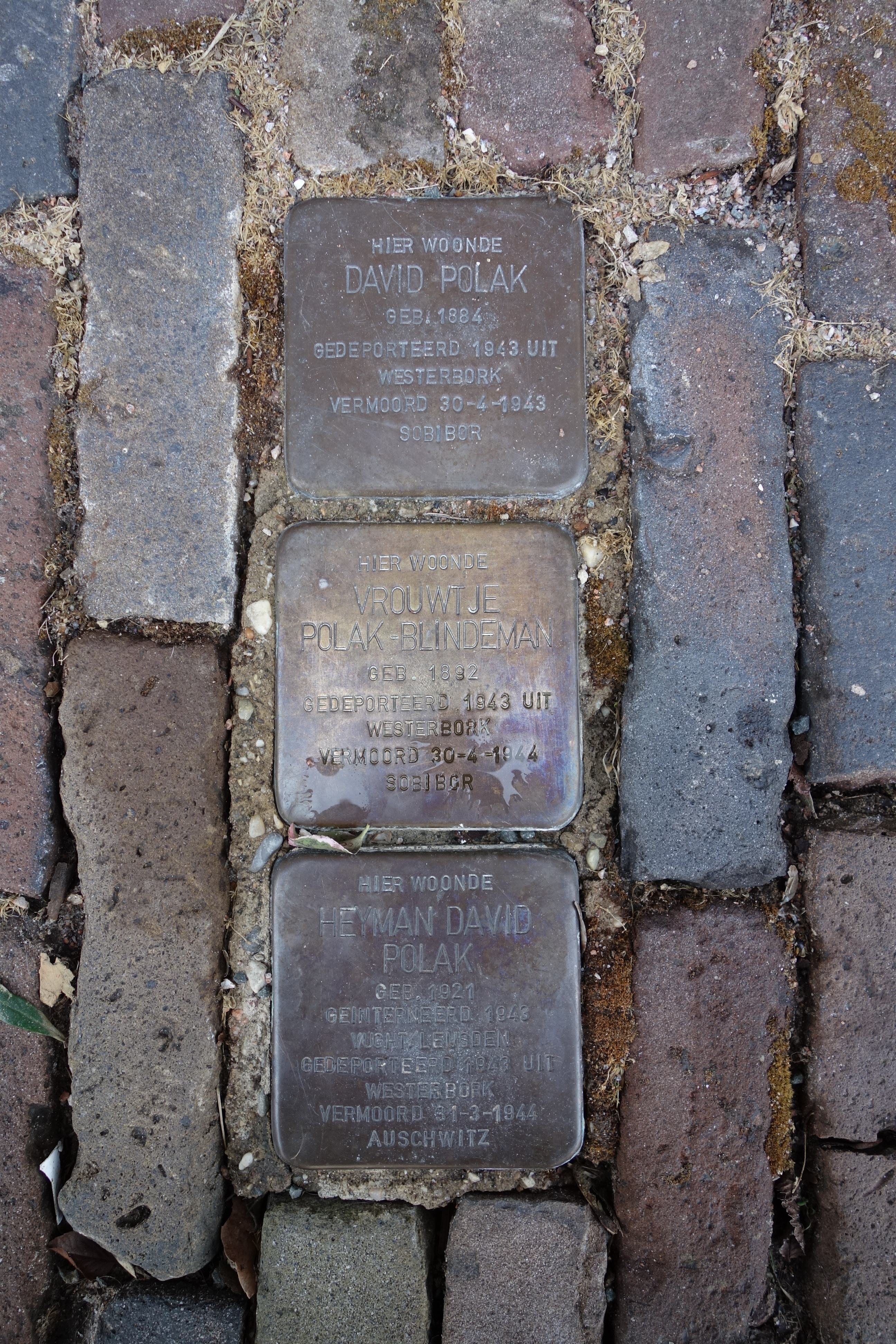
Drie stolpertseine voor David (1884-1943), zijn vrouw Vrouwtje (1892-1943) en hun zoon Heyman Polak (1921-1943)

Straten: ABC
· Achter de Vest
· Achter op 't Zand
· Achterom
· Achterstraat
· Appelhaven
· Baanstraat
· Bierkade
· Binnenluiendijk
· Breed
· Breestraat
· Buurtje
· Dal
· Draafsingel
· Dubbele Buurt
· G.J. Henninkstraat
· Gasfabriekstraat
· Gedempte Appelhaven
· Gedempte Turfhaven
· Gerritsland
· Gouw
· Grashaven
· Gravenstraat
· Grote Noord
· Grote Oost
· Hoge Vest
· Jeudje
· Italiaanse Zeedijk
· Keern (gedeeltelijk)
· Kerkstraat
· Kleine Noord
· Kleine Oost
· Koepoortsweg (gedeeltelijk)
· Korenmarkt
· Korte Achterstraat
· Kruisstraat
· Kuil
· Lange Kerkstraat
· Lindestraat
· Munnickenveld
· Muntstraat
· Nieuwe Noord
· Nieuwendam
· Nieuwland
· Nieuwstraat
· Noorderstraat
· Onder de Boompjes
· Oude Doelenkade
· Pakhuisstraat
· Peperstraat
· Ramen
· Scharloo
· Schuijteskade
· Slapershaven
· Spoorstraat
· Trommelstraat
· Turfhaven
· Veemarkt
· Veermanskade
· Venidse
· Vijzelstraat
· Vismarkt
· Visserseiland
· Vollerswaal
· West
· Westerdijk
· Wisselstraat
· Zon

Pleinen: De Driestal
· Kazerneplein
· Kerkplein
· Koepoortsplein
· Noorderveemarkt
· Roode Steen
· Vale Hen

Stegen: 't Glop
· Appelsteeg
· Arminiaanse Glop
· Bagijnensteeg
· Bottelsteeg
· Bottersteeg
· Broeksteeg
· Brouwerijsteeg
· Clara's Klooster
· De Zak
· Duinsteeg
· Foreestensteeg
· Geldersesteeg
· Gortsteeg
· Hanekamsteeg
· Hemelsteeg
· Hoogesteeg
· Jan Haringsteeg
· Jan van Necksteeg
· Jeroenensteeg
· Kleine Havensteeg
· Kloppoort
· Knipboogsteeg
· Mallegomsteeg
· Melknapsteeg
· Molsteeg
· Mosterdsteeg
· Nieuwsteeg
· Oosterkerksteeg
· Paardensteeg
· Paradijssteeg
· Pieterseliesteeg
· Pompsteeg
· Proostensteeg
· Schellinkhoutersteeg
· Schoolsteeg
· Schotland
· Sliep Schaar en Messteeg
· Slijksteeg
· Smelterssteeg
· Tempelsteeg
· Turfsteeg
· Watertje
· Wester St. Jansteeg
· Wijdebrugsteeg
· Wijdesteeg
· Zevenhoeksesteeg
· Zoutkeetsteeg